# 贝特涅圣布里斯
贝特涅圣布里斯（法語：Bettegney-Saint-Brice，法語發音：[bɛtɲɛ sɛ̃ bʁis] ⓘ）是法国大東部大區孚日省的一个市镇，属于埃皮纳勒区。该市镇2009年时的人口为169人。

## 人口
贝特涅圣布里斯人口变化图示
| 数据来源：INSEE |